# Phonographie (Linguistik)
Als Phonographie (auch Fonografie; von altgriechisch φωνή phōnḗ „Laut, Ton, Stimme“ und -graphie) werden in der Schriftlinguistik zwei verwandte Konzepte bezeichnet:
1. Die grundsätzliche Eigenschaft von Schriftsystemen, mit den Lauten der gesprochenen Sprache zu korrespondieren und nicht mit den Inhalten und Bedeutungen. Dazu gehören sämtliche Alphabetschriften, Konsonantenschriften und Silbenschriften.
2. Die tatsächliche Korrespondenz von Lauten und Buchstaben bzw. Phonemen und Graphemen zueinander innerhalb eines bestimmten Schriftsystems.

## Laut-Buchstaben-Zuordnung
Die Laut-Buchstaben-Zuordnung (oder Phonem-Graphem-Korrespondenz) beschreibt den Zusammenhang zwischen gesprochenen Lauten und geschriebenen Schriftzeichen. Jede Orthographie legt mitunter komplexe Regeln fest, nach denen Grapheme als Phoneme gelesen bzw. umgekehrt geschrieben werden können.
Im vom Rat für deutsche Rechtschreibung herausgegebenen Regelwerk ist sie in § 1 bis § 32 für das Deutsche beschrieben.